# Гвинтівка Крнка
Гвинтівка Крнка — однозарядна казеннозарядною гвинтівка під металевий патрон з відкидним затвором, системи австрійського зброяра Сильвестра Крнки, прийнята на озброєння в Російській імперії в 1867 році. Являла собою переробку дульнозарядних гвинтівок зразків 1856 і 1859 років під патрон центрального займання з капсулем Бердана.

## Історія
В 1860-х роках російське Військове відомство активно шукало можливості швидкого переозброєння армії нарізною казеннозарядною зброєю під патрон з металічними гільзами (на заміну застарілих дульнозарядних гвинтівок). Поряд з пошуком оригінальної казеннозарядної гвинтівки розглядалась можливість переробки старих дульнозарядних під новий формат. Увагу Військового відомства привернула модель австрійського зброяра Сильвестра Крнки. Головною перевагою цієї моделі були простота конструкції та можливість переробки під неї старих 6-лінійних гвинтівок зразка 1856 і 1858-59 років. Перероблений зразок був затверджений 18 березня 1869 року. Роботи по переробці велись в масовому порядку як на державних, так і на приватних підприємствах.

## Конструкція

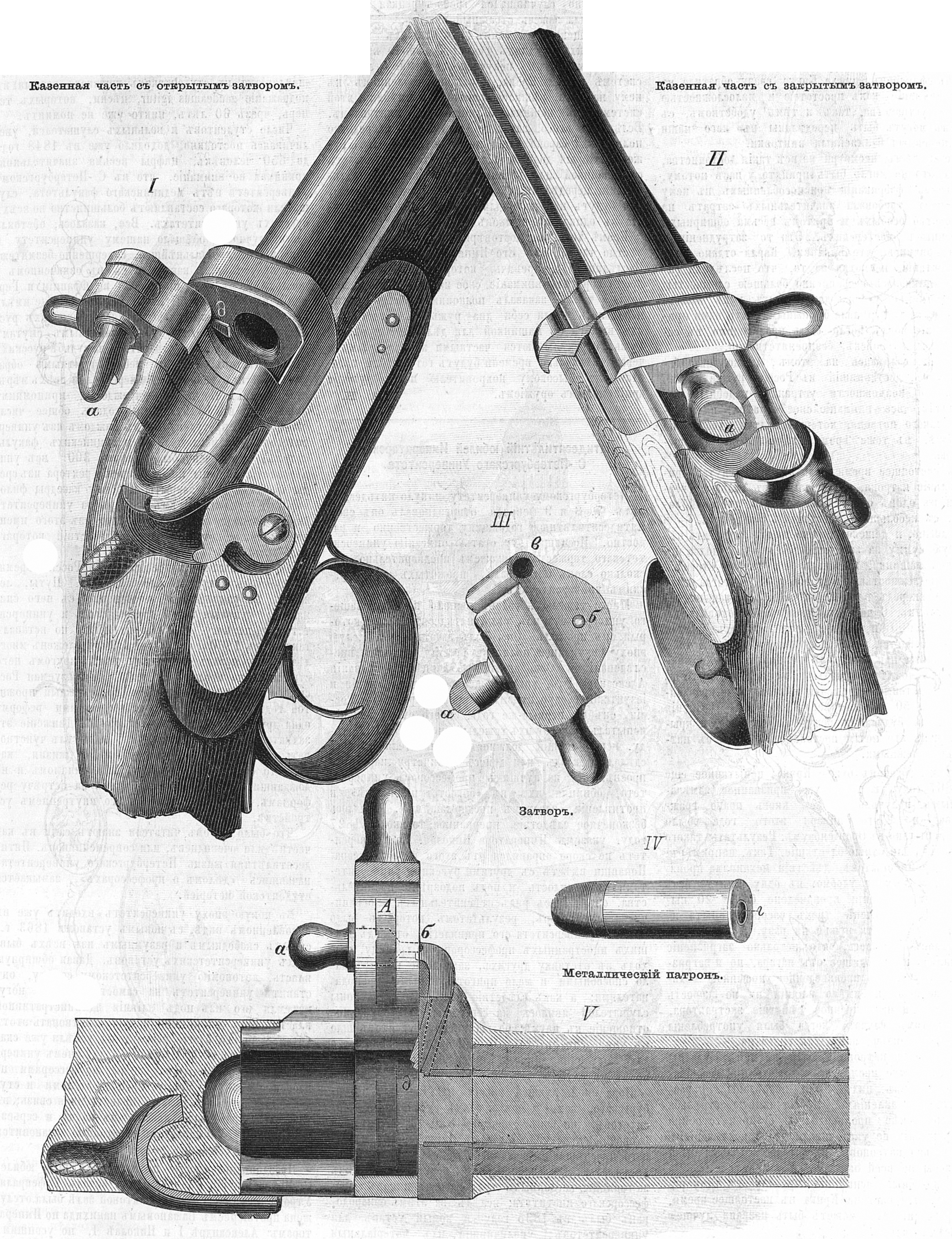
Конструкція гвинтівки Крнка

Ствол сталевий, з нарізним каналом. Калібр — 6 ліній (15,24 мм). Мушка — заокруглена, на прямокутній платформі. Приціл складається з колодки і відкидної рамки, яка кріпиться до неї на шарнірі. У звичайної піхотної гвинтівки приціл був з розрахунку на 600 кроків, у стрільців — на 1200. Після 1877—1878 рр. всі гвинтівки отримали приціл на 1200 кроків.
На казенник накручена латунна ствольна коробка з жолобом для вкладання патронів в канал ствола, яка кріпиться до ложі з допомогою хвостового гвинта. Затвор відкидний, напівциліндричної форми, який відкривається відкиданням справа наліво. У просвердленому в затворі похилому каналі знаходиться ударна шпилька зі стержнем, який в неї впирається і по головці якого вдаряє курок. Ударно-спусковий механізм аналогічний капсульному замку піхотної гвинтівки зразка 1845 року, крім курка. Курок з рискою на спиці і винесеною вліво від осі ударною частиною.
Ложа дерев'яна, з довгою цівкою. Приклад з прямою шийкою. Спускова скоба з мідного сплаву, заокруглена. Спусковий гачок С-подібний. Наконечник цівки з гніздом для шомпола.
В цілому гвинтівка Крнка відрізнялась міцністю та надійністю. Після того, як її зняли з озброєння в Російській імперії, вона ще довго перебувала на озброєнні охоронних частин армії, потім активно застосовувалась мисливцями, які перероблювали її під дробові патрони.

### Основні недоліки

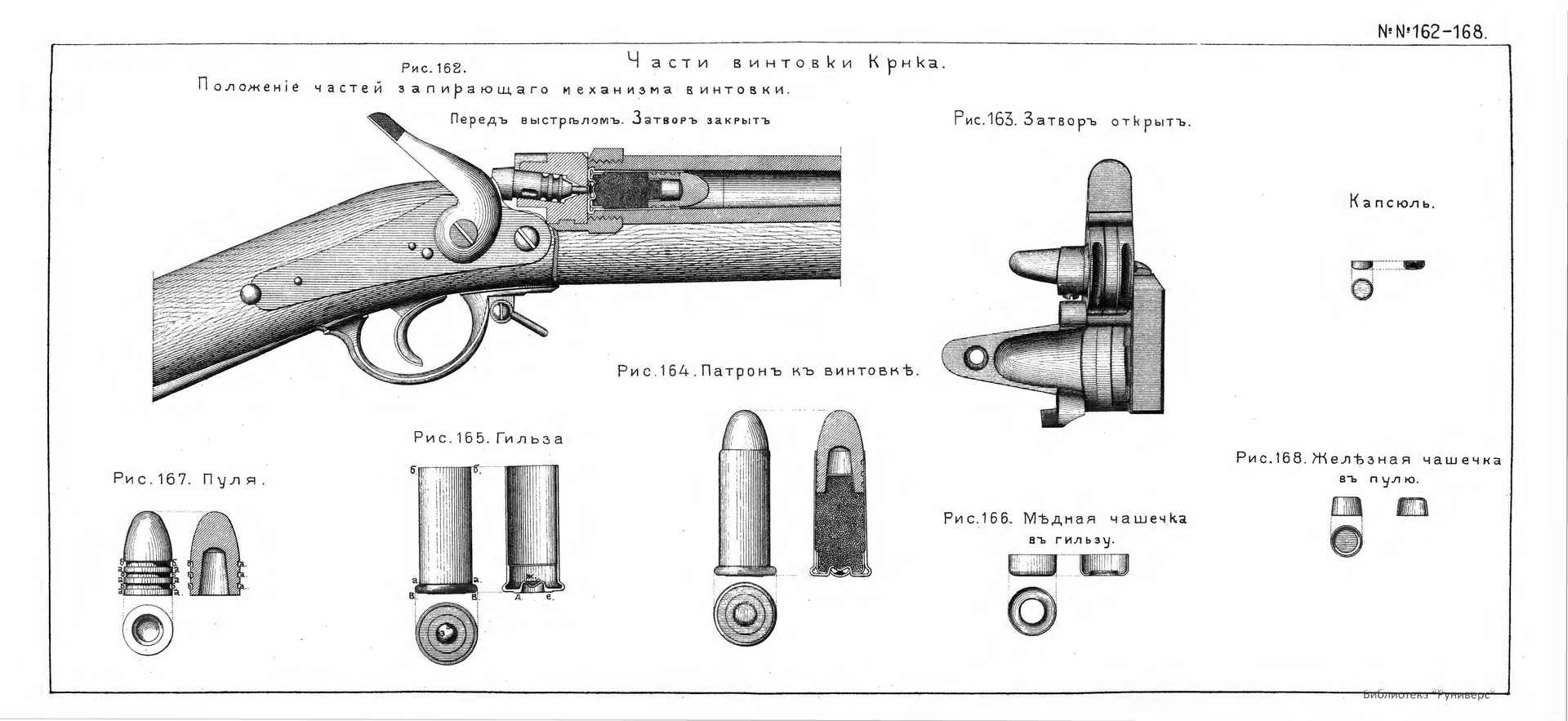
Конструкція гвинтівки і боєприпасу

Основні її недоліки — не найкраща балістика і ненадійна екстракція стріляних гільз — виникали, як і у всіх зразків зброї такого роду (системи Снайдера, Снайдера-Шнейдера і подібні), з того, що вона перероблялася зі старих дульнозарядних гвинтівок, що мали порівняно великий калібр, отже — незадовільну, порівняно з новими малокаліберними зразками, балістику.
Екстрактор гвинтівки Крнка був більш досконалий, ніж у розробленій в той же час гвинтівки Снайдера, оскільки при повній справності і чистоті механізму не тільки висував гільзу з патронника, а й викидав її за межі зброї через жолоб ствольної коробки, виключаючи момент виймання її зі ствольної коробки рукою і, тим самим, підвищуючи скорострільність. На зношеній або забрудненій зброї, однак, екстрактор діяв не так різко, так що гільзу все ж доводилося витягати руками, а в окремих випадках — навіть вибивати шомполом з дульного зрізу.
Ще один з недоліків системи Крнка: можливість того, що при розриві гільзи порохові гази можуть вдарити в обличчя стрільцю через жолоб для викиду гільзи, який знаходився в ствольній коробці, що було менш ймовірно в системі Снайдера, у якій задня стінка коробки була глуха. Втім, у наступних гвинтівках з ковзними затворами подібна ймовірність була набагато вищою, що аж ніяк не завадило їх повсюдному поширенню.